# Тибуронес (Порторико)
Тибуронес (шп. Tiburones) град је у америчкој острвској територији Порторико, острвској држави Кариба.

## Демографија
По попису из 2010. године број становника је 1.616, што је 907 (127,9%) становника више него 2000. године.
| Група             | 2000.       | 2010.         |
| Белци             | 8 (1,1%)    | 5 (0,3%)      |
| Афроамериканци    | 57 (8,0%)   | 105 (6,5%)    |
| Азијати           | 2 (0,3%)    | 3 (0,2%)      |
| Хиспаноамериканци | 697 (98,3%) | 1.609 (99,6%) |
| Укупно            | 709         | 1.616         |